# Darrell Ware
Darrell Pascal Ware (* 29. Juli 1906 in Plainview, Minnesota; † 26. Mai 1944 in Los Angeles, Kalifornien) war ein US-amerikanischer Drehbuchautor.

## Leben
Nach seinem Schulabschluss besuchte Darrell Ware die Northwestern University, wo er vier Musicalrevuen schrieb, von denen er eine an Universal Pictures verkaufen konnte. 1936 ging er nach Hollywood, wo er für Columbia Pictures sein erstes Drehbuch schrieb. 1937 wurde er von 20th Century Fox unter Vertrag genommen. Im Jahr 1942 erhielt er zusammen mit seinem Berufskollegen Karl Tunberg eine Oscar-Nominierung in der Kategorie Bestes Originaldrehbuch für die Filmkomödie Tall, Dark and Handsome. Beide unterlagen jedoch Herman J. Mankiewicz und Orson Welles, die sich in dieser Kategorie mit Citizen Kane durchsetzen konnten. Ab 1942 war Darrell Ware bei Paramount Pictures angestellt.
Bis zu seinem frühen Tod war er mit Virginia Hickman verheiratet. Er starb 1944 im Alter von nur 37 Jahren in Los Angeles an einem Herzinfarkt. Die beiden letzten Filme, an denen er als Drehbuchautor beteiligt war, Bring on the Girls (1945) und Eine Lady mit Vergangenheit (1945), wurden postum veröffentlicht. Sein Grab befindet sich im Forest Lawn Memorial Park in Glendale.

## Filmografie (Auswahl)
- 1937: Wife, Doctor and Nurse
- 1937: Second Honeymoon
- 1938: Just Around the Corner
- 1939: Hotel for Women
- 1940: He Married His Wife
- 1940: Galopp ins Glück (Down Argentine Way)
- 1941: Tall, Dark and Handsome
- 1941: A Yank in the R.A.F.
- 1941: Week-End in Havana
- 1942: Die Königin vom Broadway (My Gal Sal)
- 1942: Orchestra Wives
- 1942: Gangsterfalle (Lucky Jordan)
- 1942: Orchestra Wives
- 1943: Dixie
- 1944: Stehplatz im Bett (Standing Room Only)
- 1945: Eine Lady mit Vergangenheit (Kitty)

## Auszeichnungen
- 1942: Oscar-Nominierung in der Kategorie Bestes Originaldrehbuch zusammen mit Karl Tunberg für Tall, Dark and Handsome